# William Cartwright
William Cartwright, född den 1 september 1610, död den 29 november 1643, var en engelsk skald och dramatisk författare. 
Cartwright var präst och blev en berömd predikant. Som författare hörde han till Ben Jonsons skola och är en av de mest berömda av "Benjamins stam", som Jonsons efterföljare kallades. Av hans 4 skådespel kan nämnas den romantiska komedin The Royal Slave, en satir riktad mot puritanerna, som 1637 uppfördes av studenter för kungen och drottningen i Oxford. Hans skådespel finns i Dodsleys Old Plays, hans dikter i Chalmers British Poets, band VI.